# Sayhuite
Sayhuite vagy Saywite egy régészeti lelőhely Peru Apurímac megyéjében. Legnagyobb nevezetessége az úgynevezett sayhuitei kő, amely egy több méteres, domborművekkel díszített ősi műalkotás.
A terület Peru középpontjától délre, Apurímac megye Abancay tartományának Curahuasi körzetében található, Concacha településnél a tenger szintje felett körülbelül 3500 méterrel. Az Abancay és Cuzco közti útról közelíthető meg, annak 47. kilométerénél fekszik.
A helyszín valószínűleg egy vízkultusz-szentély lehetett, ahol a legenda szerint egy olyan templom állt, amelyet kéznyi vastag aranylemezek borítottak. Ha az aranylemezek nem is voltak valósak, az John Hemming történész szerint bizonyos, hogy a spanyol hódítók megérkezésekor a templomot egy Asarpay nevű papnő vezette, aki levetette magát egy több száz méter magas, közeli vízesés tetejéről.
A terület legfőbb érdekessége a sayhuitei kő, amely egy, különböző források szerint üledékes kőzetből vagy andezitből álló monolit. Magassága 2,28 méter, legnagyobb kerülete 11,14, legkisebb kerülete 8,14 méter. Tetejét domborművekkel, szobrocskákkal díszítették, amelyek többek között geometrikus és állati alakokat (hüllők, békák, macskafélék) ábrázolnak, megjelennek rajta emelvények, lépcsők, tavacskák, és csatornás öntözőrendszerek is. Utóbbiak miatt egyes tudósok úgy vélik, egyfajta modell lehetett, amelyen a víz áramlását tanulmányozhatták. Tőle mintegy 300 méterre van egy kisebb monolit is, a Rumihuasi („kőház”), amelyen szintén láthatók lépcsők és csatornák. A szintén a lelőhelyen található Intihuatana („napóra”) valószínűleg az inkák csillagvizsgálója lehetett.

## Képek

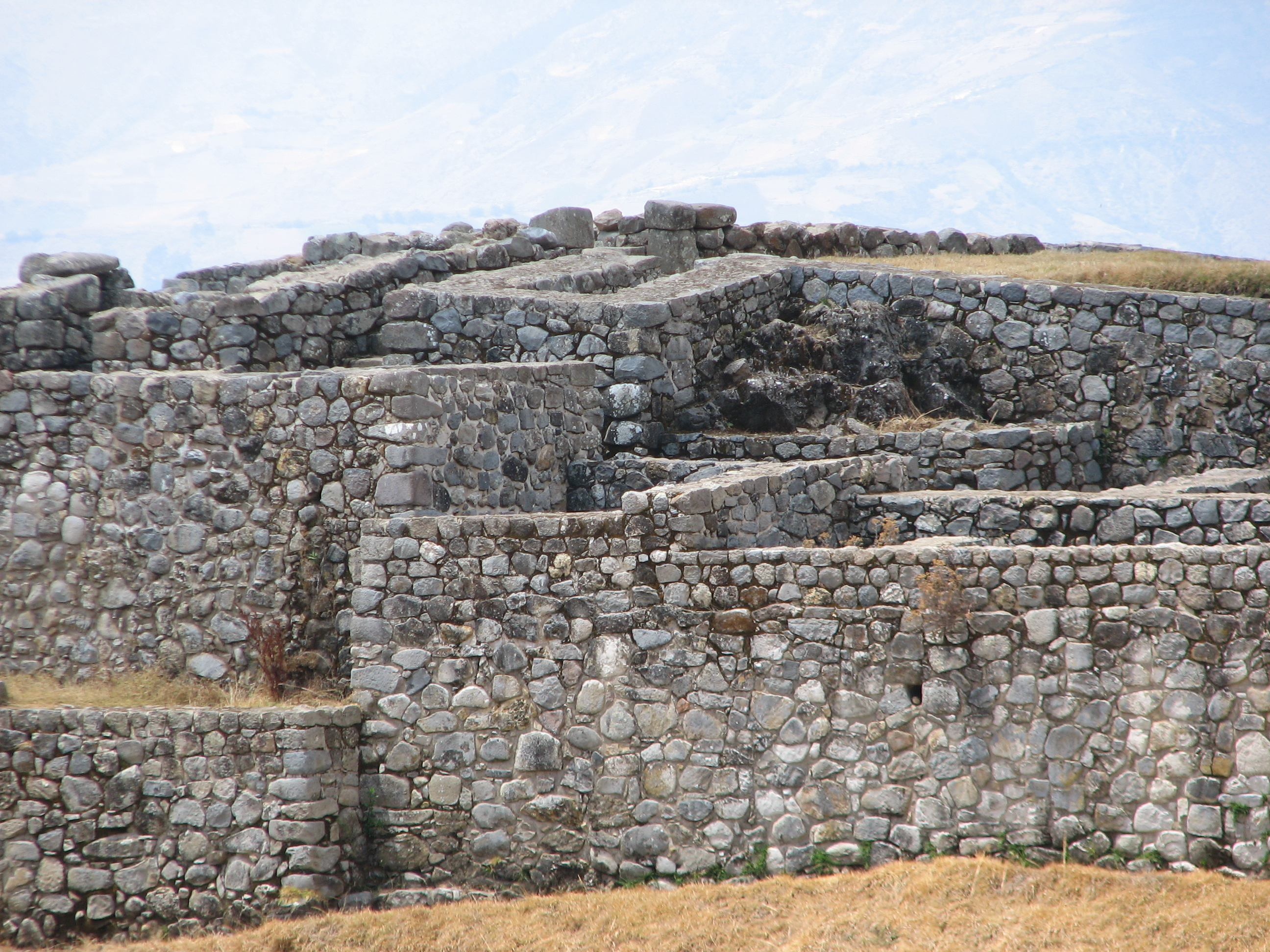
Sayhuitei építmények közelről
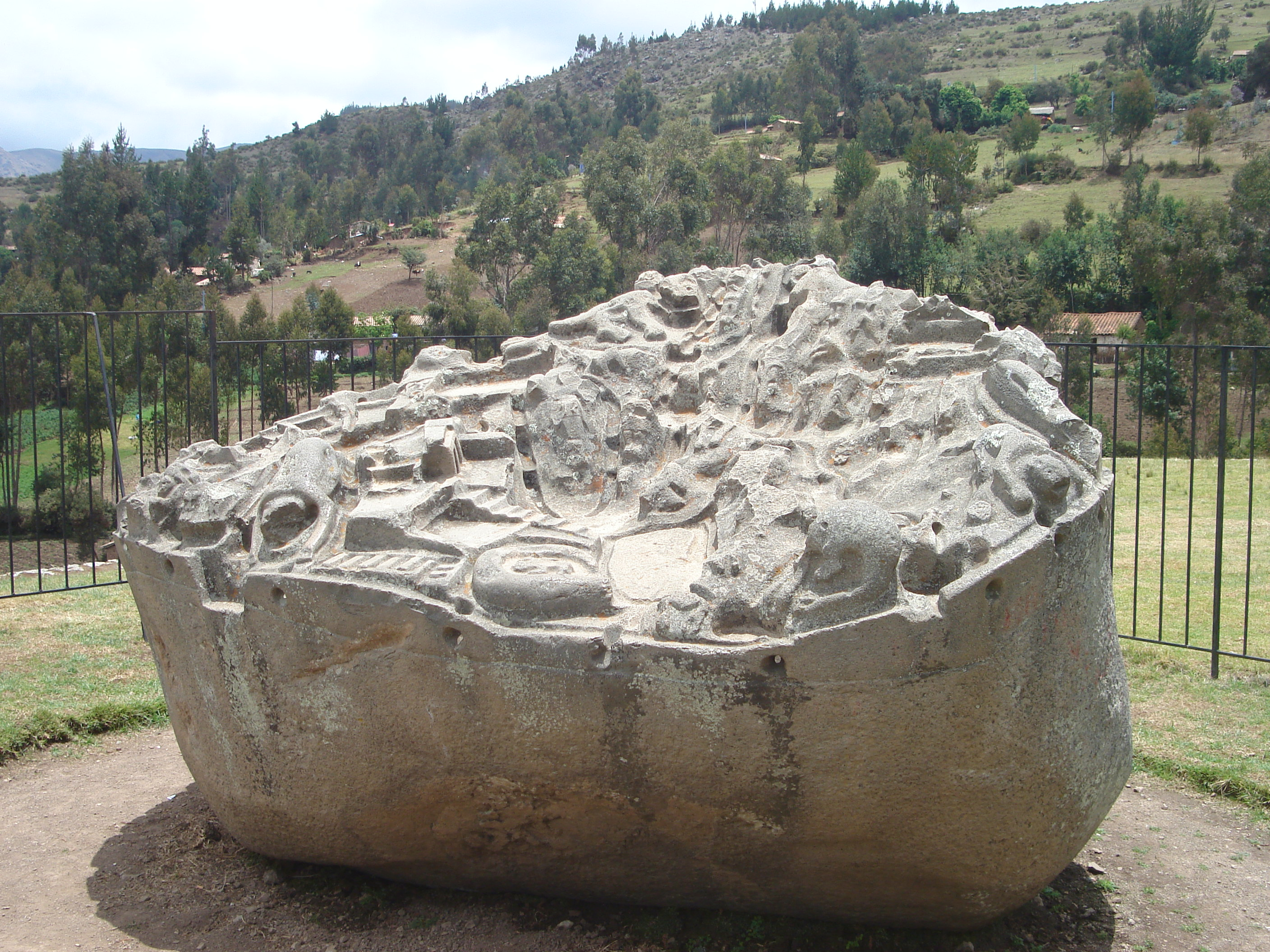
A sayhuitei kő
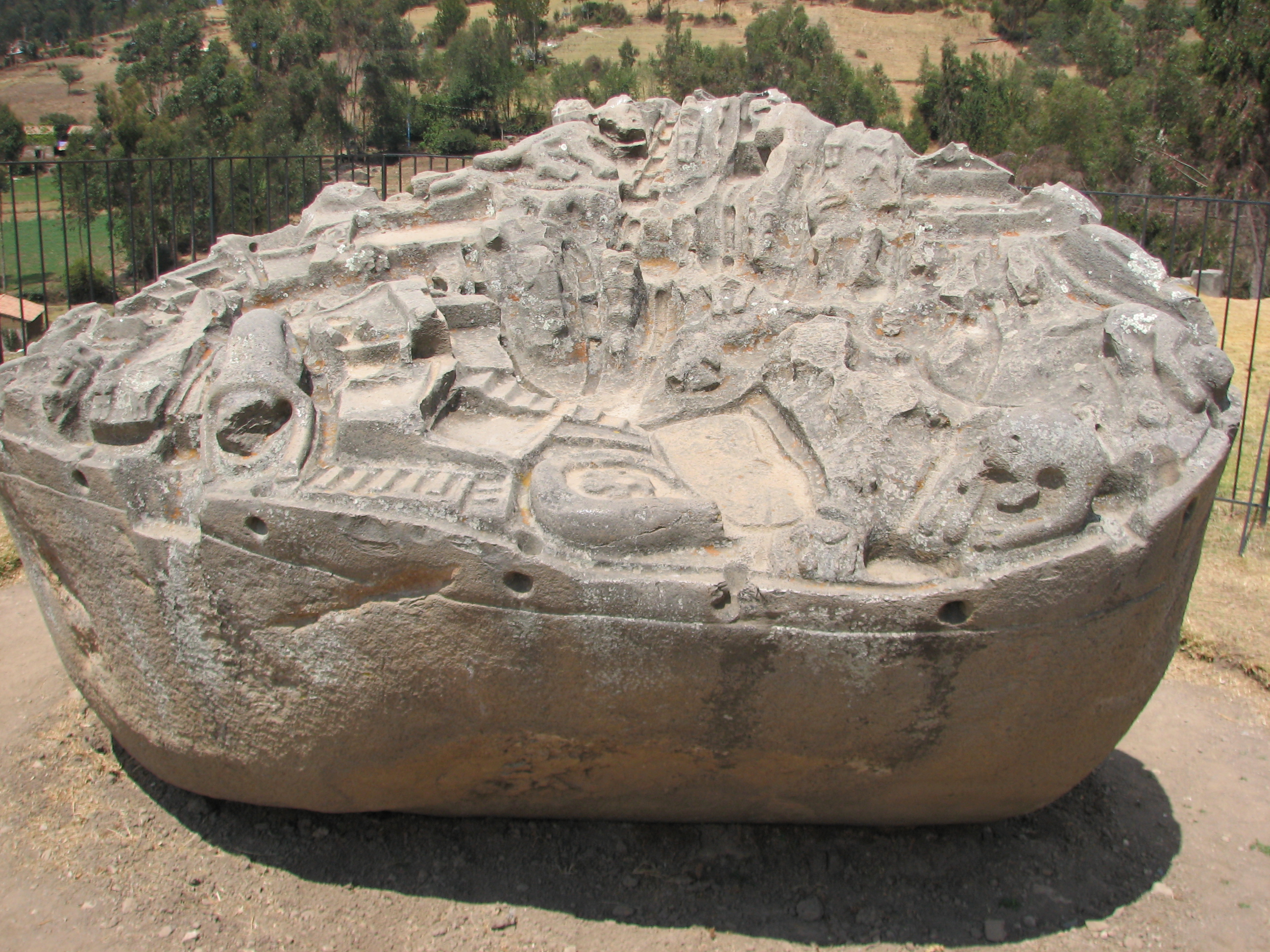
A sayhuitei kő